# Neomercantilismo
Neomercantilismo, também chamado de nacional-desenvolvimentismo, refere-se a um regime de política econômica que incentiva as exportações, desencoraja as importações, controla o movimento de capitais e centraliza as decisões monetárias nas mãos de uma autoridade central. O objetivo das políticas neomercantilistas é aumentar o nível das divisas mantidas pelo Estado, permitindo uma política monetária e uma política fiscal mais eficaz. O neomercantilismo emergiu no final do século XVIII, e suas principais são Alexander Hamilton (1755-1804) e Friedrich List (1789-1846).
Acredita-se geralmente que essas políticas viriam às custas de padrões de vida mais baixos do que uma economia aberta produziria ao mesmo tempo, mas ofereceriam ao governo  grande autonomia e controle. Os Estados Unidos são descritos como neomercantilistas. Chama-se "neo" em razão da mudança na ênfase do mercantilismo clássico, no desenvolvimento militar, para o desenvolvimento econômico, e da aceitação da determinação de preços internos pelo mercado, em maior medida do que ocorria no mercantilismo clássico.
Suas recomendações políticas algumas vezes ecoam o  mercantilismo do  início  da Idade Moderna. Estas são, geralmente, medidas protecionistas, na forma de altas tarifas alfandegárias e outras restrições à importação, para proteger a  indústria doméstica, combinadas com intervenção governamental para promover o crescimento industrial. Em seu nível mais simples, o neomercantilismo propõe que a independência econômica e a autossuficiência são objetivos legítimos a serem perseguidos por uma nação, e que os sistemas de proteção são justificados para permitir à nação desenvolver sua infraestrutura industrial e comercial, até  que ela possa competir em igualdade de condições no comércio internacional. Em termos macroeconômicos, o neomercantilismo enfatiza uma moeda estável e autonomia no tocante à política monetária e à mobilidade de capitais.

## História

### Ascensão do mercantilismo
Como o feudalismo tornou-se incapaz de regular os novos métodos de produção e distribuição, o mercantilismo emergiu como um sistema para gerir o crescimento econômico mediante o comércio internacional. Era uma forma de capitalismo comercial baseada sobre o protecionismo. Foi desenvolvido no século XVI pelos Estados nacionais europeus para enriquecer seus próprios países, encorajando as exportações e limitando as importações. Em termos modernos, a intenção era obter uma balança comercial "favorável".

### Exemplo
A Companhia Britânica das Índias Orientais é um dos melhores exemplos da colaboração entre Estado e mercadores na exploração de oportunidades de mercado. Os benefícios resultantes foram:
- consolidou o estado nacional;
- surgiu uma classe comercial que, em troca do pagamento de tributos, receberam a proteção do Estado na forma de monopólios e tarifas;
- as colônias uma vez estabelecidas, manejando o transporte de bens privados e o volume do comércio, enriqueceram os estados imperialistas e forneceram ao mesmo tempo significativa oportunidade de empregos para a população em geral e de ascensão social para os indivíduos mais empreendedores.

### Primeiras críticas
Em A Riqueza das Nações, Adam Smith criticou a corrupção política implícita no mercantilismo, que restringia os benefícios do comércio para as classes ricas, e afirmava que o livre-comércio beneficiaria todas as partes interessadas. Porém, porque a Grã-Bretanha adotou seu chamado para uma política de livre-comércio, ela foi ultrapassada pelos Estados Unidos e pela Alemanha por volta de 1880, tendo conquistado a sua posição dominante sob o mercantilismo de Cromwell e Elizabete I. O sucesso dos Estados Unidos e da Alemanha conduziu à reintrodução de políticas protecionistas no resto da Europa.

## Filosofia
O neomercantilismo está fundado sobre o uso do controle do movimento de capitais e o desencorajamento do consumo interno como um meio de aumentar as reservas cambiais e promover a acumulação de capital. Isto envolve protecionismo sobre uma série de setores, assim como proteção dos produtores nacionais, desencorajando as importações de bens de consumo, barreiras estruturais para evitar a entrada de companhias estrangeiras no mercado nacional, manipulação da taxa de câmbio contra as moedas estrangeiras e limitações contra a propriedade estrangeira de empresas nacionais. Enquanto todas as nações se engajam nessas atividades para um grau ou outro, o neomercantilismo faz delas o foco da política econômica. O propósito é desenvolver mercados de exportação para países desenvolvidos, e adquirir seletivamente capitais estratégicos, mantendo ao mesmo tempo a propriedade do ativo base em mãos nacionais.
Este uso do protecionismo é criticado com argumentos que remontam à Riqueza das Nações de Adam Smith, que foi diretamente dirigida contra as políticas do mercantilismo clássico, e cujos fundamentos foram aplicados contra o neomercantilismo. Especialmente que o protecionismo é eficaz como um meio de promover a independência econômica e o poder nacional; e questionando a conclusão de que ele permite o desenvolvimento sustentável da base industrial da nação da maneira mais eficiente. Os defensores do livre comércio argumentam que pelo fechamento da economia, recursos seriam dispendidos para fabricar produtos que poderiam ser adquiridos de forma mais eficiente do estrangeiro, e que haveria menos desenvolvimento das exportações que oferecem uma vantagem comparativa. Economistas liberais também argumentam que o protecionismo retira aos próprios consumidores da nação a oportunidade de comprar nos mercados de preços mais baixos quando quotas ou tarifas são impostas sobre as importações.
O subsídio de mercadorias também foi defendido sob o neomercantilismo. O movimento de comércio justo defende que a proteção da estabilidade das economias emergentes pela garantia de um preço mínimo para a compra de bens, superiores aos obteníveis atualmente nos mercados mundiais, pode contribuir para restabelecer o equilíbrio econômico e social bem como promover a justiça social. Defensores do movimento do comércio justo argumentam que isto pode ajudar a impedir a instabilidade gerada pela influência das empresas transnacionais supercapitalistas sobre as nações desenvolvidas e em desenvolvimento.
Os neomercantilistas alegam que o "livre comércio" resulta em uma filosofia negativa pela qual uma nação que não é competitiva merece declinar e perecer, tal como uma empresa de baixo desempenho. Eles argumentam que o "livre comércio" não funciona bem quando se pratica o dumping ou as regras internacionais não têm em conta as diferenças entre salários, custos das regulamentações ambientais e os benefícios de uma nação para a outra. Por exemplo, existe uma grande diferença no custo da mão-de-obra entre um "país desenvolvido" e um "país subdesenvolvido" considerando dois conjuntos de trabalhadores igualmente qualificados (ou não qualificados). Quando essa realidade econômica é explorada pelos industriais de um "país desenvolvido", as vantagens são para os investidores e consumidores do "país desenvolvido", em detrimento dos trabalhadores.
Uma política inquestionavelmente aberta em tais circunstâncias poderia efetivamente desvalorizar os investimentos no capital humano do "país desenvolvido" em favor dos investimentos no capital financeiro. Considere por exemplo, uma pessoa decidindo se deve investir na formação de um engenheiro ou numa carteira de investimentos financeiros. O Offshoring aumenta dramaticamente a oferta efetiva de engenheiros e, como resultado, o valor de seus rendimentos tenderiam a declinar (ou a crescer em um ritmo mais lento). Esse declínio seria intensificado pelo menor custo de vida nos países não desenvolvidos, que permitiria a um engenheiro viver ali muito melhor com um salário nominal mais baixo do que seu homólogo do país desenvolvido. (ver paridade do poder de compra).
Perante tais perspectivas, os agentes econômicos racionais tenderiam a evitar investir no capital humano em áreas que são vulneráveis a tais desvalorizações induzidas pelo governo. Em vez disso, eles vão deslocar-se para áreas de formação que são protegidas por regulamentação (por exemplo: carreiras em direito, medicina ou governo) ou pela tradição social (cargos no meio acadêmico), ou por fatores socioculturais (vendas) ou por necessidades físicas locais (enfermaria, medicina, construção). (Não surpreendentemente, muitos dos defensores inabaláveis do acesso irrestrito ao mercado trabalham em profissões altamente protegidas, que são em grande parte imunes aos efeitos da realocação de capitais). Alternativamente, os agentes econômicos racionais da economia do "país desenvolvido" podem escolher investir em ativos financeiros em vez de em capital humano — erodindo ainda mais, no longo prazo, a capacidade do "país desenvolvido" de produzir e crescer.
Adicionalmente, desde que o custo das mercadorias vendidas tende a ser um dos maiores componentes da receita total para a maior parte das indústrias, a produção dentro de um país pode manter uma grande porção da riqueza total dentro da economia local, em comparação aos dividendos de lucros e aos preços reduzidos de bens de consumo. Além disso, os investimentos em infraestrutura podem ser reduzidos quando a produção se desloca por offshore. A longo prazo, tais investimentos locais reduzidos podem reduzir a produtividade e o crescimento econômico. As economias neomercantilistas, por outro lado, são muitas vezes caracterizadas por taxas de crescimento mais altas no longo prazo (que tendem a achatar-se quando as políticas neomercantilistas são interrompidas).
O discurso das políticas neomercantilistas repete as reivindicações dos séculos passados de que medidas protecionistas beneficiam a nação como um todo e que a intervenção governamental assegura a "riqueza da nação" para as futuras gerações. Ao fazê-lo, o neomercantilista admite que os interesses das grandes empresas podem muitas vezes ser representados e protegidos como postos de lado pelo interesse nacional.
Na medida em que a capacidade de produção industrial de uma nação neomercantilista, a melhora na pesquisa tecnológica e o descimento econômico são uma ameaça ao mercado interno da potência hegemônica (que geralmente pratica unilateralmente o livre comércio, como a Grã-Bretanha no século XIX, e os Estados Unidos no final do século XX), por conseguinte o protecionismo é a resposta habitual, inicialmente mediante meios políticos e, quando necessário, militares (ver Primeira Guerra Mundial).

### Exemplos de neomercantilismo

#### Estados Unidos e Alemanha no século XIX
Por volta de 1880 os Estados Unidos passaram o Império Britânico em poder econômico — à frente da Alemanha, a segunda em poderio econômico, devido à adesão de Bismarck a políticas mercantilistas similares.
Após 1900, a Grã-Bretanha foi incapaz de manter uma efetiva hegemonia, tendo seguido sua filosofia de "livre comércio" desde a década de 1840, mas os Estados Unidos estavam ainda seguindo as políticas de sua Escola Americana radicada nos três relatórios de Hamilton, que foram adotadas na década de 1860 sob a presidência de Abraham Lincoln. A Alemanha seguiu as políticas de Otto von Bismarck baseadas no "sistema nacional" de Friedrich List e nas práticas econômicas dos Estados Unidos — permitindo a ambas as potências continuar sua dominância no poder e na economia mundial. A Alemanha optou por usar seu poderio econômico para tentar obter um 'equilíbrio de poder' com o Império Britânico, levando indiretamente à I Guerra Mundial, enquanto os Estados Unidos abstiveram-se de participar das disputas entre as potências europeias mediante sua política externa de isolacionismo e não intervenção em conflitos estrangeiros.

## Críticas
A teoria econômica liberal clássica estabelece que o livre comércio, uma moeda forte e a prosperidade são partes mutuamente interdependentes de uma mesma política econômica, mas, quando a inflação se introduz no sistema comercial mundial, segue-se o protecionismo.
Em Two Hegemonies, Pigman descreve uma função principal de um poder hegemônico como "...garantir um sistema comercial internacional liberal que é benéfico para o poder hegemônico mas, paradoxalmente, ainda mais benéfico para os seus rivais potenciais." Como ele cresce em importância, o poder hegemônico expande a sua esfera de influência para incluir interesses que devem ser promovidos mediante políticas econômicas liberais. Durante esse período, o poder hegemônico se beneficiará diretamente do aumento do comércio internacional. Mas outras economias também prosperam. Elas não se sobrecarregam com elevadas despesas de defesa e  com os custos associados ao desenvolvimento ultramarino. O "dilema do poder hegemônico" é ou voltar a políticas neomercantilistas se a sua hegemonia é ameaçada, ou continuar com o livre comércio e correr o risco de um relativo declínio. A História sugere que todas as potências globais experimentam um período de crescimento sob uma política mercantilística, seguido por um período em que elas são benignas e focadas em promover a paz internacional e o livre comércio, o que é seguido de um período de contração, quando elas se tornam progressivamente mais instáveis.